# 키리바시 의회

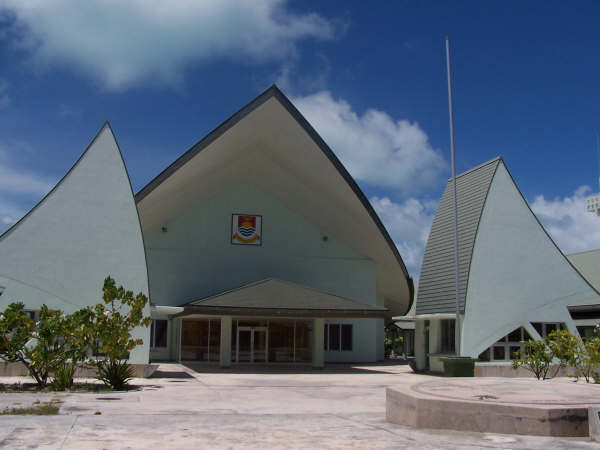
키리바시 의회의사당

키리바시 의회(영어: House of Assembly, 키리바시어: Maneaba ni Maungatabu, '신성한 산의 마네바')는 키리바시의 유일한 의회이다. 2016년부터 45명의 의원으로 구성되어 있으며, 23개의 1석 및 다의석 선거구에서 4년 임기로 선출된 44명, 피지 람비섬의 바나바섬 커뮤니티에서 선출되지 않은 1명의 의원이 있다. 1979년부터 2016년까지 법무장관은 헌법 변경으로 이 조항이 수정될 때까지 당연직 입법부 의원이었다.
1979년 7월 12일 헌법에 따라 웨스트민스터 체제로 창설되었으며, 2000년 10월부터 사우스타라와(South Tarawa)의 암보(Ambo)에 소재해 왔다. 1979년부터 2000년까지는 바이리키(Bairiki)에 있었으며, 1974년에 하원이 설립되었다. 1970년에 창설된 영국 식민지 입법위원회와 1967년 길버트 엘리스 제도의 이전 하원 의원이었다.